# Flugplatz Porta Westfalica

i7
i11
i13
Der Flugplatz Porta Westfalica (auch Flugplatz Vennebeck genannt, ICAO-Code: EDVY) ist ein Verkehrslandeplatz in Porta Westfalica (Kreis Minden-Lübbecke). Er befindet sich sowohl nördlich als auch östlich der Weser am Weserbogen in einem alten, renaturierten Kiesgelände. Wenige Kilometer nördlich erheben sich das Wiehen- und das Wesergebirge mit der dazwischen liegenden Porta Westfalica, deren Namen der Flugplatz trägt. Städte in der Nachbarschaft sind neben dem etwa vier Kilometer nordöstlich gelegenen Porta Westfalica das rund vier Kilometer südwestlich gelegene Bad Oeynhausen, das sieben Kilometer südlich gelegene Vlotho sowie das etwa zehn Kilometer nördlich gelegene Minden. Offiziell heißt der Flugplatz Verkehrslandeplatz Porta Westfalica (EDVY). Er hat eine 860 Meter lange Asphalt- sowie eine 1000 Meter lange Graspiste und liegt 45 Meter über NHN. Genutzt wird der Flugplatz vor allem von den um die Porta angesiedelten Luftsportvereinen.

## Geschichte
Der Flugplatz wurde nach dem Zweiten Weltkrieg für das in Bad Oeynhausen stationierte Hauptquartier der Britischen Rheinarmee angelegt. Bad Oeynhausen wurde zu diesem Zeitpunkt von den Briten noch präferiert als „Herford-Lösung“ der Hauptstadtfrage der Britischen Besatzungszone, die eine Aufteilung der britischen Verwaltung auf die Städte Bad Oeynhausen, Minden, Herford, Bad Salzuflen und Bielefeld vorsah. Sie wurde im Januar 1946 aufgegeben, die Stadt Bad Oeynhausen erst im Jahr 1953 für die Zivilbevölkerung wieder freigegeben. Der Flugplatz wurde privatisiert und 1952 für den Zivilluftverkehr geöffnet.

## Konflikt um den Ausbau
Heutzutage versucht die Betreibergesellschaft eine Ertüchtigung des Flugplatzes nach der EU-Richtlinien (JAR OPS 1 und 2) durchzusetzen. Dazu hat die Stadt Porta Westfalica auf einer Ratssitzung der Freigabe von Flächen zugestimmt, mit der weiteres Land angekauft werden kann, sodass der Flugplatz die  Richtlinien erfüllen kann. Damit würde auch wieder die Stationierung der King Air 200 möglich, die für das Herzzentrum Bad Oeynhausen fliegt und zurzeit wegen der mangelnden Voraussetzungen am Flugplatz Bielefeld stationiert ist. Neben dieser Maschine gab es eine weitere Maschine (King Air 90), die für die Unternehmen Melitta und Porta Möbel fliegt, die nach einer Ertüchtigung eine Betriebserlaubnis bekommen könnte. Weitere Ausnahmen soll es aus Umweltschutzgründen nicht geben.

## Vereine am Verkehrslandeplatz
Am Platz sind die Luftsportvereine Sportflieger Club Porta e. V., Aero Club Bad Oeynhausen-Löhne e. V., Aero-Club Minden e. V., die Ultraleicht Flugschule Senne und der Luftsportverein Vlotho e. V. beheimatet.

## Betreibergesellschaft
Der Flugplatz wird von der „Flugplatzbetriebsgesellschaft mbH Porta Westfalica“ betrieben. Sie wurde am 25. Juli 1967 gegründet und ist seit dem 11. März 2004 beim Amtsgericht Bad Oeynhausen unter der Nummer HRB 5294 eingetragen. Der Sitz der Gesellschaft ist in 32457 Porta Westfalica, Flughafen 1. Geschäftsführer ist Volker Brinkmann, Vorsitzender des Aufsichtsrates der Hauptmann Ralf Kurz. Gesellschafter sind unter anderem der Kreis Minden-Lübbecke und die Stadt Porta Westfalica.

## Unternehmen am Flugplatz
Folgende Unternehmen sind am Flugplatz Porta Westfalica ansässig oder haben dort eine Niederlassung:
- Flugplatzbetriebsgesellschaft mbH Porta Westfalica
- Insedere GmbH, Yacht- und Flugzeuginterieur
- Porta Air Service, ein Reparatur-, Wartungs- und Ausrüstungsunternehmen für Luftfahrzeuge
- PortaQualitySolutions, Firma für den Bau von Ultraleichtflugzeugen und für Flugmotoren
- Edwin Dodd, Durchführung von Film- und Fotoflügen
- Anke Bethke Luftfahrtversicherungen, unterhält ein Allianz-Versicherungsbüro auf dem Flugplatz
- Flugschule Senne, hat eine Niederlassung auf dem Flugplatz
- Helijet GmbH FlightServices
- Crazy Plane